# Черета (Мантова)
Черета је насеље у Италији у округу Мантова, региону Ломбардија.
Према процени из 2011. у насељу је живело 611 становника. Насеље се налази на надморској висини од 51 м.